# Hans Peter Nilles
Hans Peter Nilles, auch Hans-Peter, (* 2. Oktober 1950 in Konz) ist ein deutscher theoretischer Teilchenphysiker.
Hans Peter Nilles studierte Physik an der Universität Bonn, wo er mit dem Diplom 1975, der Promotion 1978 und der Habilitation 1985 abschloss. Er war als Post-Doktorand 1979 bis 1981 am Stanford Linear Accelerator Center (SLAC) und 1981 bis 1983 am CERN tätig. 1983 wurde er Chargé de Recherche an der Universität Genf und 1985 Angestellter des CERN. 1988 wurde er Professor für theoretische Physik an der TU München und war verbunden mit dem Max-Planck-Institut für Physik in München. Seit 1997 ist er Professor an der Universität Bonn. Er ist dort Gründer und Direktor des Bethe Center for Theoretical Physics (BCTP).
1992 war er Gastwissenschaftler am SLAC und 1996/97 und 2005 am CERN.
Er befasst sich mit Physik jenseits des Standardmodells (Supersymmetrie, Stringtheorie, GUTs, Supergravitation) und mit Teilchen-Astrophysik und Kosmologie (Dunkle Materie, Dunkle Energie, Inflation), insbesondere mit Phänomenologie der Stringtheorie und darauf basierender Modellbildung.
Sein Übersichtsartikel über Supersymmetrie und Supergravitation von 1984 ist eine der meistzitierten Arbeiten in der theoretischen Teilchenphysik.

## Schriften (Auswahl)
- Supersymmetry, Supergravity and Particle Physics, In: Physics Reports, Band 110, 1984, S. 1–162
- Five Golden Rules of Superstring Phenomenology. In: Superstring Phenomenology, Ann Arbor 2004,  Arxiv 2004
- mit  Saul Ramos-Sanchez, Patrick K.S. Vaudrevange: Local Grand Unification and String Theory, Plenary Talk SUSY 09, Arxiv
- mit Patrick K.S. Vaudrevange: Geography of Fields in Extra Dimensions: String Theory Lessons for Particle Physics, Perspectives in String Phenomenology, World Scientific, Arxiv Preprint 2014
- mit Jihn E. Kim: Dark energy from approximate {\displaystyle U(1)_{de}} symmetry, In: Phys. Lett. B 730, 2014, 53–58,  Arxiv
- mit Rolf Kappl, Sven Krippendorf: Aligned Natural Inflation: Monodromies of two Axions, In: Phys. Lett., B 737, 2014, 124–128, Arxiv
- The strings connection: MSSM-like models from strings, In: European Physics Journal C, Band 74, 2014, S. 1–13